# Pleisen
Der Pleisen ist ein 2236 m ü. A. hoher, bekreuzter Gipfel in den Stubaier Alpen in Tirol. Er bildet das Ende eines Bergzuges über Hoadl, über den Pleisen bis zum Axamer Kögele. Der Pleisen ist Teil des Skigebietes Axamer Lizum, der Doppelsessellift Pleisen endet rund 30 Höhenmeter unterhalb des Gipfels. Über den Gipfel verläuft die Gemeindegrenze zwischen Axams und Grinzens.
Erreichbar zu Fuß ist der Pleisen von der Axamer Lizum.